# She Wants Revenge
She Wants Revenge est un groupe américain de rock électronique, originaire de Los Angeles, en Californie.

## Histoire
Le groupe est composé de Justin Warfield et Adam Bravin.  Ils sortent leur premier album en 2006, qui donnera naissance à 3 succès. Le clip de la chanson Tear You Apart est réalisé par l'acteur Joaquin Phoenix et la chanson apparaît dans le film Le Nombre 23, ainsi que dans le premier épisode de la saison 5 d'American Horror Story. Shirley Manson de Garbage apparaît dans le clip de la chanson These Things. Leur deuxième album, This Is Forever, est sorti le 9 octobre 2007 et leur troisième album, Valleyheart, en mai 2011.

## Discographie

### Singles
- 2005 : These Things
- 2006 : Tear You Apart
- 2006 : Sister
- 2006 : Out of Control
- 2006 : I Don't Wanna Fall in Love
- 2007 : True Romance
- 2007 : Written in Blood
- 2007 : Must Be the One
- 2011 : Take the World

### Compilations
- 2006 : The Nightmare Before Christmas Soundtrack : Kidnap the Sandy Claws
- 2007 : Timbaland Presents : Shock Value : Time